# Eristalis zhengi
Eristalis zhengi är en tvåvingeart som beskrevs av Huo och Ren 2006. Eristalis zhengi ingår i släktet slamflugor, och familjen blomflugor. Inga underarter finns listade i Catalogue of Life.